# Primera B 2008 (Colombia)
La  Temporada 2008 de la Primera B, conocida como Copa Premier 2008 por motivos comerciales, fue la XIX de la segunda división del fútbol profesional colombiano. Comenzó en febrero y culminó el 20 de noviembre.

## Sistema del torneo
Los 18 equipos fueron sorteados en dos nonagonales regionales, en los cuales se enfrentaron con un duelo intergrupos en los torneos Apertura y Finalización. Los cuatro primeros de cada nonagonal avanzaron a los cuadrangulares semifinales, sistema de definición igual al de la Primera A, en el cual, el ganador de cada grupo se enfrentó en la final.
El ganador del Torneo Apertura se enfrentará al ganador del Finalización, para definir al campeón del año y ascendido directamente a la Primera A para le temporada 2009,mientras que el subcampeón jugará la serie de promoción con el penúltimo (17°) de la  tabla del descenso de la Primera división.

## Equipos participantes

### Relevo anual de clubes
| Ascendido a la Primera A                      |
| --------------------------------------------- |
| Envigado F. C. (Campeón de la Primera B 2007) |

| Descendido a la Primera B                                |
| -------------------------------------------------------- |
| Real Cartagena (Peor promedio acumulado en la Primera A) |

### Datos de los clubes
- Bajo Cauca compitió en el primer semestre jugando como local en el Estadio Orlando Aníbal Monroy de Caucasia; para el segundo semestre desapareció al ser vendido al Itagüí Ditaires.
- A partir de esta temporada compite Juventud Soacha, luego de adquirir la ficha del Atlético Bello.

| Equipo                  | Ciudad/Municipio | Estadio                                |
| ----------------------- | ---------------- | -------------------------------------- |
| Academia F. C.          | Bogotá           | Estadio de Compensar                   |
| Alianza Petrolera       | Barrancabermeja  | Estadio Daniel Villa Zapata            |
| Barranquilla F. C.      | Barranquilla     | Romelio Martínez                       |
| Bogotá F. C.            | Bogotá           | Estadio Alfonso López Pumarejo         |
| Centauros Villavicencio | Villavicencio    | Estadio Manuel Calle Lombana           |
| Córdoba F. C.           | Cereté           | Estadio Alberto Saibis Saker           |
| Cortuluá                | Tuluá            | Estadio Doce de Octubre                |
| Depor Jamundí           | Jamundí          | Estadio Cacique Jamundí                |
| Deportivo Rionegro      | Rionegro         | Estadio Alberto Grisales               |
| Expreso Rojo            | Fusagasugá       | Estadio Fernando Mazuera Villegas      |
| Girardot F. C.          | Girardot         | Estadio Luis Antonio Duque Peña        |
| Itagüí Ditaires         | Itagüí           | Estadio Metropolitano Ciudad de Itagüí |
| Juventud Soacha         | Soacha           | Estadio Luis Carlos Galán Sarmiento    |
| Patriotas               | Tunja            | Estadio La Independencia               |
| Real Cartagena          | Cartagena        | Estadio Olímpico Jaime Morón León      |
| Real Santander          | Floridablanca    | Estadio Álvaro Gómez Hurtado           |
| Unión Magdalena         | Santa Marta      | Estadio Eduardo Santos                 |
| Valledupar F. C.        | Valledupar       | Armando Maestre Pavajeau               |

## Torneo Apertura

### Nonagonales regionales
- Grupo A.

| Pos | Equipo             | Pts | PJ | G | E | P  | GF | GC | DIF |
| --- | ------------------ | --- | -- | - | - | -- | -- | -- | --- |
| 1.  | Unión Magdalena    | 33  | 18 | 9 | 6 | 3  | 25 | 12 | +13 |
| 2.  | Deportivo Rionegro | 33  | 18 | 9 | 6 | 3  | 31 | 21 | +10 |
| 3.  | Valledupar F. C.   | 30  | 18 | 8 | 6 | 4  | 21 | 18 | +3  |
| 4.  | Córdoba F. C.      | 27  | 18 | 8 | 3 | 7  | 17 | 19 | -2  |
| 5.  | Real Cartagena     | 24  | 18 | 6 | 6 | 6  | 24 | 23 | +1  |
| 6.  | Real Santander     | 20  | 18 | 4 | 8 | 6  | 17 | 20 | -3  |
| 7.  | Barranquilla F. C. | 20  | 18 | 4 | 8 | 6  | 12 | 17 | -5  |
| 8.  | Bajo Cauca         | 17  | 18 | 4 | 5 | 9  | 13 | 21 | -8  |
| 9.  | Alianza Petrolera  | 14  | 18 | 3 | 5 | 10 | 17 | 31 | -14 |

- Grupo B.

| Pos | Equipo                  | Pts | PJ | G  | E | P | GF | GC | DIF |
| --- | ----------------------- | --- | -- | -- | - | - | -- | -- | --- |
| 1.  | Bogotá F. C.            | 36  | 18 | 10 | 6 | 2 | 31 | 11 | +20 |
| 2.  | Depor Jamundí           | 29  | 18 | 7  | 8 | 3 | 25 | 19 | +6  |
| 3.  | Centauros Villavicencio | 28  | 18 | 8  | 4 | 6 | 24 | 21 | +3  |
| 4.  | Juventud Soacha         | 28  | 18 | 7  | 7 | 4 | 19 | 17 | +2  |
| 5.  | Patriotas               | 23  | 18 | 6  | 5 | 7 | 22 | 27 | -5  |
| 6.  | Girardot F. C.          | 21  | 18 | 6  | 3 | 9 | 24 | 24 | 0   |
| 7.  | Expreso Rojo            | 20  | 18 | 5  | 5 | 8 | 16 | 23 | -7  |
| 8.  | Academia F. C.          | 19  | 18 | 4  | 7 | 7 | 21 | 25 | -4  |
| 9.  | Cortuluá                | 11  | 18 | 1  | 8 | 9 | 15 | 25 | -10 |

### Cuadrangulares semifinales
- Grupo A.

| Pos | Equipo             | Pts | PJ | G | E | P | GF | GC | DIF |
| --- | ------------------ | --- | -- | - | - | - | -- | -- | --- |
| 1.  | Deportivo Rionegro | 11  | 6  | 3 | 2 | 1 | 11 | 6  | +5  |
| 2.  | Juventud Soacha    | 10  | 6  | 3 | 1 | 2 | 9  | 9  | 0   |
| 3.  | Valledupar F. C.   | 7   | 6  | 2 | 1 | 3 | 5  | 7  | -2  |
| 4.  | Depor Jamundí      | 5   | 6  | 1 | 2 | 3 | 6  | 9  | -3  |

- Grupo B.

| Pos | Equipo                  | Pts | PJ | G | E | P | GF | GC | DIF |
| --- | ----------------------- | --- | -- | - | - | - | -- | -- | --- |
| 1.  | Unión Magdalena         | 12  | 6  | 3 | 3 | 0 | 9  | 6  | +3  |
| 2.  | Bogotá F. C.            | 11  | 6  | 3 | 2 | 1 | 8  | 5  | +3  |
| 3.  | Centauros Villavicencio | 6   | 6  | 1 | 3 | 2 | 5  | 7  | -2  |
| 4.  | Córdoba F. C.           | 2   | 6  | 0 | 2 | 4 | 4  | 8  | -4  |

### Final
| Fecha       | Lugar                               | Local              | Resultado | Visitante          |
| ----------- | ----------------------------------- | ------------------ | --------- | ------------------ |
| 14 de junio | Estadio Eduardo Santos, Santa Marta | Unión Magdalena    | 0:2       | Deportivo Rionegro |
| 21 de junio | Estadio Alberto Grisales, Rionegro  | Deportivo Rionegro | 2:0       | Unión Magdalena    |

## Torneo Finalización

### Nonagonales regionales
- Grupo A.

| Pos | Equipo                  | Pts | PJ | G | E | P  | GF | GC | DIF |
| --- | ----------------------- | --- | -- | - | - | -- | -- | -- | --- |
| 1.  | Real Cartagena          | 31  | 18 | 8 | 7 | 3  | 21 | 14 | +7  |
| 2.  | Deportivo Rionegro      | 31  | 18 | 8 | 7 | 3  | 24 | 18 | +5  |
| 3.  | Academia F. C.          | 29  | 18 | 8 | 5 | 5  | 21 | 19 | +2  |
| 4.  | Unión Magdalena         | 28  | 18 | 8 | 4 | 6  | 19 | 14 | +5  |
| 5.  | Expreso Rojo            | 27  | 18 | 7 | 6 | 5  | 15 | 18 | -3  |
| 6.  | Itagüí Ditaires         | 25  | 18 | 6 | 7 | 5  | 12 | 10 | +2  |
| 7.  | Cortuluá                | 21  | 18 | 5 | 6 | 7  | 22 | 21 | +1  |
| 8.  | Real Santander          | 19  | 18 | 5 | 4 | 9  | 15 | 20 | -5  |
| 9.  | Centauros Villavicencio | 11  | 18 | 2 | 5 | 11 | 13 | 25 | -12 |

- Grupo B.

| Pos | Equipo             | Pts | PJ | G | E | P | GF | GC | DIF |
| --- | ------------------ | --- | -- | - | - | - | -- | -- | --- |
| 1.  | Barranquilla F. C. | 29  | 18 | 8 | 5 | 5 | 30 | 21 | +9  |
| 2.  | Depor Jamundí      | 28  | 18 | 8 | 4 | 6 | 21 | 23 | -2  |
| 3.  | Valledupar F. C.   | 26  | 18 | 7 | 5 | 6 | 25 | 22 | +3  |
| 4.  | Patriotas          | 25  | 18 | 6 | 7 | 5 | 18 | 19 | -1  |
| 5.  | Bogotá F. C.       | 24  | 18 | 7 | 3 | 8 | 24 | 23 | +1  |
| 6.  | Girardot F. C.     | 24  | 18 | 7 | 3 | 8 | 24 | 24 | 0   |
| 7.  | Juventud Soacha    | 22  | 18 | 6 | 4 | 8 | 14 | 19 | -5  |
| 8.  | Córdoba F. C.      | 21  | 18 | 5 | 6 | 7 | 17 | 19 | -2  |
| 9.  | Alianza Petrolera  | 17  | 18 | 3 | 8 | 7 | 19 | 24 | -5  |

### Cuadrangulares semifinales
- Grupo A.

| Pos | Equipo         | Pts | PJ | G | E | P | GF | GC | DIF |
| --- | -------------- | --- | -- | - | - | - | -- | -- | --- |
| 1.  | Real Cartagena | 13  | 6  | 4 | 1 | 1 | 9  | 7  | +2  |
| 2.  | Academia F. C. | 12  | 6  | 4 | 0 | 2 | 12 | 4  | +8  |
| 3.  | Patriotas      | 6   | 6  | 2 | 0 | 4 | 6  | 9  | -3  |
| 4.  | Depor Jamundí  | 4   | 6  | 1 | 1 | 4 | 4  | 11 | -7  |

- Grupo B.

| Pos | Equipo             | Pts | PJ | G | E | P | GF | GC | DIF |
| --- | ------------------ | --- | -- | - | - | - | -- | -- | --- |
| 1.  | Valledupar F. C.   | 10  | 6  | 3 | 1 | 2 | 5  | 6  | -1  |
| 2.  | Unión Magdalena    | 8   | 6  | 2 | 2 | 2 | 5  | 4  | +1  |
| 3.  | Barranquilla F. C. | 8   | 6  | 2 | 2 | 2 | 7  | 9  | -2  |
| 4.  | Deportivo Rionegro | 7   | 6  | 2 | 1 | 3 | 6  | 4  | +2  |

### Final
| Fecha           | Lugar                                                  | Local            | Resultado | Visitante        |
| --------------- | ------------------------------------------------------ | ---------------- | --------- | ---------------- |
| 15 de noviembre | Estadio Armando Maestre Pavajeau, Valledupar           | Valledupar F. C. | 2:1       | Real Cartagena   |
| 22 de noviembre | Estadio Olímpico Jaime Morón León, Cartagena de Indias | Real Cartagena   | 2:0       | Valledupar F. C. |

## Final del año
| Fecha           | Lugar                                                  | Local              | Resultado | Visitante          |
| --------------- | ------------------------------------------------------ | ------------------ | --------- | ------------------ |
| 26 de noviembre | Estadio Olímpico Jaime Morón León, Cartagena de Indias | Real Cartagena     | 3:0       | Deportivo Rionegro |
| 29 de noviembre | Estadio Alberto Grisales, Rionegro                     | Deportivo Rionegro | 2:1       | Real Cartagena     |

|                                    |
| Bandera de Colombia                |
| Campeón Real Cartagena 3.er título |

## Serie de promoción
| Fecha                                                            | Ciudad   | Equipo local       | Resultado | Equipo visitante   |
| ---------------------------------------------------------------- | -------- | ------------------ | --------- | ------------------ |
| 6 de diciembre                                                   | Rionegro | Deportivo Rionegro | 0 - 1     | Envigado F. C.     |
| 13 de diciembre                                                  | Envigado | Envigado F. C.     | 2 - 1     | Deportivo Rionegro |
| Envigado F. C. permanece en la Primera A para la Temporada 2009. |          |                    |           |                    |

## Reclasificación
En esta tabla se suman todos los partidos, incluyendo cuadrangulares semifinales y finales disputadas, con excepción de la serie de promoción.
| Pos | Equipo                  | Pts | PJ | G  | E  | P  | GF | GC | DIF |
| --- | ----------------------- | --- | -- | -- | -- | -- | -- | -- | --- |
| 1.  | Deportivo Rionegro      | 91  | 52 | 24 | 16 | 11 | 78 | 53 | 25  |
| 2.  | Unión Magdalena         | 81  | 50 | 22 | 15 | 13 | 58 | 40 | 18  |
| 3.  | Valledupar F. C.        | 76  | 50 | 21 | 13 | 16 | 58 | 56 | 2   |
| 4.  | Bogotá F. C.            | 71  | 42 | 20 | 11 | 11 | 63 | 39 | 24  |
| 5.  | Real Cartagena          | 71  | 46 | 19 | 14 | 13 | 59 | 51 | 8   |
| 6.  | Depor Jamundí           | 66  | 48 | 17 | 15 | 16 | 56 | 62 | -6  |
| 7.  | Academia F. C.          | 63  | 42 | 17 | 12 | 13 | 57 | 45 | 12  |
| 8.  | Juventud Soacha         | 60  | 42 | 16 | 12 | 14 | 42 | 45 | -3  |
| 9.  | Barranquilla F. C.      | 57  | 42 | 14 | 15 | 13 | 49 | 47 | 2   |
| 10. | Patriotas               | 54  | 42 | 14 | 12 | 16 | 46 | 55 | -9  |
| 11. | Córdoba F. C.           | 50  | 42 | 13 | 11 | 18 | 38 | 46 | -8  |
| 12. | Expreso Rojo            | 47  | 36 | 12 | 11 | 13 | 31 | 41 | -10 |
| 13. | Girardot F. C.          | 45  | 36 | 13 | 6  | 17 | 48 | 48 | 0   |
| 14. | Centauros Villavicencio | 45  | 42 | 11 | 12 | 19 | 42 | 53 | -11 |
| 15. | Itagüí Ditaires         | 42  | 35 | 10 | 12 | 13 | 25 | 31 | -6  |
| 16. | Real Santander          | 39  | 36 | 9  | 12 | 15 | 32 | 40 | -8  |
| 17. | Alianza Petrolera       | 35  | 36 | 6  | 13 | 17 | 36 | 55 | -19 |
| 18. | Cortuluá                | 32  | 36 | 6  | 14 | 16 | 37 | 46 | -9  |